# James Stuart Jones
James Stuart Jones (* 18. August 1948) war bis 2013 der 7. anglikanische Bischof der Diözese Liverpool in der Church of England. Als Nachfolger von David Sheppard nahm er diese Stellung 1998 ein. Vorher war er Suffraganbischof für Hull im Erzbistum York der Kirche von England. Im August 2013 ging er in den Ruhestand. 2014 wurde Paul Bayes sein Nachfolger.
Jones, der 1971 an der University of Exeter in Theologie einen Bachelor of Arts erwarb und in Wycliffe Hall, Oxford ausgebildet wurde, arbeitete zunächst als Lehrer an der Sevenoaks School, wo er eins der ersten britischen Programme für ehrenamtliches gesellschaftliches Engagement der Schüler ins Leben rief. Er war Mitbegründer der ersten Freiwilligenagentur in Großbritannien. Zwischen 1975 und 1981 arbeitete er als Herausgeber bei der Scripture Union, einer Bibelgesellschaft, und dann als Kaplan und zweiter Pastor an der Christ Church in der Diözese Bristol. In dieser Zeit wirkte er auch als Dozent am Trinity College in Bristol. Von 1990 bis 1994 war er Pfarrer der Emmanuel Church in South Croydon in der Diözese Southwark und Leiter der bischöflichen Prüfungskommission. 1994 wurde er zum Suffraganbischof von Hull ernannt. Jones ist seit 1980 mit Sarah Marrow verheiratet; sie haben drei Töchter.
Er gilt als evangelikal und war Teil einer Gruppe von Bischöfen, die einen Protest gegen die vorgesehene Ernennung von Jeffrey John zum Bischof von Reading unterzeichneten. In dem Sammelband A Fallible Church (Eine fehlbare Kirche, 2008) entschuldigte er sich jedoch dafür und trug das Argument vor, dass die Bibel positive Vorbilder für gleichgeschlechtliche Beziehungen biete.
Jones war von 2003 bis August 2013 als geistlicher Lord Mitglied des House of Lords.